# Elevator (Flo Rida)
Elevator è un brano musicale di Flo Rida, pubblicato come secondo singolo estratto dall'album Mail on Sunday. Il brano figura la collaborazione di Timbaland, che è anche produttore del singolo. L'introduzione al pianoforte del brano imita una melodia simile al tema del film del 1976 Halloween - La notte delle streghe di John Carpenter, mentre il secondo verso imita il ritornello di The Donque Song di will.i.am featuring Snoop Dogg. Il brano è stato utilizzato nella colonna sonora di un episodio della serie televisiva Gossip Girl.

## Tracce
Maxi Single
1. Elevator [feat. Timbaland] (Album Version) - 3:51
2. Low [feat. T-Pain] (Travis Barker Remix) - 4:15
3. Gotta Eat (Non-Album Track) - 3:53
4. Jealous (Ray Seay Mix) (Explicit) - 4:06
5. Elevator [feat. Timbaland] Video

## Classifiche
| Classifica (2007  | Posizione massima |
| ----------------- | ----------------- |
| Australia         | 14                |
| Canada            | 10                |
| Billboard Hot 100 | 16                |
| Billboard Pop 100 | 21                |
| Irlanda           | 11                |
| Nuova Zelanda     | 10                |
| Portogallo        | 50                |
| Regno Unito       | 20                |
| Svezia            | 19                |